# Mendoncia neblinensis
Mendoncia neblinensis är en akantusväxtart som beskrevs av D.C. Wasshausen. Mendoncia neblinensis ingår i släktet Mendoncia och familjen akantusväxter. Inga underarter finns listade i Catalogue of Life.